# Чарлз Линдберг
Чарлз Линдберг (на английски: Charles Lindbergh) е американски пилот, прелетял за пръв път без кацане Атлантическия океан от Ню Йорк до Париж на 20 май 1927 г. след 33 часа и 30 минути полет.

## Биография

### Произход и образование
Чарлс Огъстъс Линдберг е роден в Детройт, Мичиган, на 4 февруари 1902, но прекарва по-голямата част от детството си в Литъл фолс, Минесота и във Вашингтон. Той е единственото дете на шведския имигрант Чарлс Огъст Линдберг (рождено име Карл Мансон) (1859–1924), и Еванджелин Лодж Линдберг (1876–1954) от Детройт.
Семейство Линдберг се разделя през 1909 г. Линдберг старши е адвокат, а по-късно и конгресмен от Републиканската партия от 1907 до 1917 г., който си спечелва лоша слава за противопоставянето си на влизането на САЩ в Първата световна война Г-жа Линдберг е учителка по химия в техникума Кас в Детройт, а по-късно в гимназията Литъл Фолс, която Чарлс завършва през 1918 г.
Линдберг също посещава около дузина други училища от Вашингтон до Калифорния през детството и юношеството си (за не повече от една учебна година) включително училищата Форс и Сайдуел Френдс, докато живее във Вашингтон с баща си, и гимназията в Редондо Бийч, Калифорния. Линдберг се записва в Колежа по инженерство на Университета на Уисконсин-Мадисън през есента на 1920 г., но напуска в средата на втората си година и се отправя към Линкълн, Небраска през март 1922 г., за да започне летателно обучение.

### Зрели години
Той е американски пилот, прелетял за пръв път без кацане Атлантическия океан от Ню Йорк до Париж на 20 май 1927 г. след 33 часа и 30 минути полет. Шестима авиатори са изгубили живота си в опити да прелетят разстоянието, прелетяно на 20 май от Линдберг. В края на 20-те и началото на 30-те години Линдберг използва славата си, за да подпомогне бързото развитие на американската търговска авиация. Преди нападението на Пърл Харбър от Япония Чарлз е твърд противник на участието на САЩ във войната, като дори основава първото антивоенно движение в Америка. Но след нападението на Пърл Харбър той подкрепя войната и се включва в няколко бойни мисии до Тихия океан като цивилен консултант.
След като се връща в Америка, той обикаля редица авиационни компании, предлагайки услугите си като консултант. Като техничен съветник във Форд през 1942 г. той е зает с отстраняването на проблемите, възникнали с бомбардировачите „освободители“ Б-24. Чарлз печели много награди, някои от които са: Медал на честта, Златен медал на Конгреса, Почетен скаут, Сребърен бик и наградата на Кралските военновъздушни сили.
Умира на 72 години от рак на Хавайските острови.